# Pierre Hastert
Pierre Hastert (ur. 8 września 1912] w Luksemburgu, zm. 23 kwietnia 1972 tamże) – luksemburski pływak, uczestnik Letnich Igrzysk 1936 w Berlinie.
Wziął udział w sztafecie 4 × 200 metrów podczas igrzysk olimpijskich w 1936 roku. Razem z zespołem odpadł w eliminacjach, osiągając czas 10:59,8.